# لورانس دنيس
لورانس دنيس (بالإنجليزية: Lawrence Dennis) (و. 1893 – 1977 م) هو اقتصادي، ومؤلف، ومنظر سياسي، وكاتب، ودبلوماسي، وناشط سلام أمريكي، ولد في أتلانتا، توفي عن عمر يناهز 84 عاماً.

## التعليم
تعلم في جامعة هارفارد، وأكاديمية فيليبس إكستر.